# Comuna Gheorghi Dameanovo, Montana
Gheorghi Dameanovo (în bulgară Георги Дамяново) este o comună în regiunea Montana, Bulgaria, formată din 13 sate. 

## Localități componente

### Sate
| - Cemiș - Diva Slatina - Dălghi Del - Elovița - Gavril Ghenovo | - Gheorghi Dameanovo - Glavanovți - Govejda - Kamenna Riksa | - Kopilovți - Meleane - Pomejdin - Vidlița |

## Demografie
Componența etnică a comunei Gheorghi Dameanovo
     Romi (1,44%)
     Bulgari (97%)
     Nicio identificare (1,29%)
     Altele (0,5%)
La recensământul din 2011, populația comunei Gheorghi Dameanovo era de 2.771 locuitori. Din punct de vedere etnic, majoritatea locuitorilor (97,0%) erau bulgari, cu o minoritate de romi (1,44%). Pentru 1,29% din locuitori nu este cunoscută apartenența etnică.